# نابنط أشوك
نابنط أشوك[بحاجة لمصدر] (الاسم العلمي:Nepenthes hispida) هو نوع غير مؤكد من النباتات يتبع جنس النابنط من الفصيلة النابنطية.